# پسر (فیلم ۱۹۹۲)
«پسر» (انگلیسی: Beta) فیلمی هندی است که در سال ۱۹۹۲ منتشر شد. از بازیگران آن می‌توان به آنیل کاپور، مدوری دیکشیت، آریونا ایرانی و انوپم کهیر اشاره کرد.